# Silene chlorifolia
Silene chlorifolia är en nejlikväxtart som beskrevs av James Edward Smith. Silene chlorifolia ingår i släktet glimmar, och familjen nejlikväxter. Inga underarter finns listade i Catalogue of Life.